# Giulio Cesare Corradi
Giulio Cesare Corradi (* um 1650? in Parma; † 1702 in Venedig?) war ein italienischer Librettist.

## Leben
Über Corradis Leben ist wenig bekannt. Zwischen 1674 und 1702 schrieb er für venezianische Opernhäuser 22 Libretti, die u. a. von Ziani, Legrenzi und Albinoni vertont wurden.

## Stil
Corradis Libretti zeichnen sich durch lebendige Handlungen und z. T. spektakuläre Effekte aus. Die meisten Stücke behandeln historische Stoffe.

## Werke (Auswahl)
- La schiava fortunata (1674), vertont von Ziani
- La divisione del mondo (1675), vertont von Legrenzi
- Germanico sul Reno (1676), vertont von Legrenzi
- Creso (1681), vertont von Legrenzi
- I due Cesari (1683), vertont von Legrenzi
- Il gran Tamerlano (1689), vertont von Ziani
- Domizio (1696), vertont von Ziani
- Primislao primo re di Boemia (1697), vertont von Albinoni
- Tigrane re d’Armenia (1697), vertont von Albinoni
- Egisto re di Cipro (1698), vertont von Ziani